# Eugène François Léon de Béthune-Hesdigneul
Eugène François Léon de Béthune, marquis d'Hesdigneul, comte de Noyelles, vicomte de Nielles, etc., né le 30 juillet 1746 à Saint-Omer, mort le 17 août 1823 à Saint-Germain-en-Laye, fut le 1er prince de Béthune-Hesdigneul. 

## Famille
Il appartient à la famille de Bethune Hesdigneul (olim « des Planques »), dont la filiation prouvée remonte à Michel des Planques, écuyer, lieutenant du Château de Béthune, marié en 1522 à Jacqueline Bours,.
Il est le fils de Joseph Maximilien Guislain de Béthune dit le marquis d'Hesdigneul (1705-1789) et de Jeanne Louise de Guernonval-Esquelbecq (1724-1746), qui meurt quelques jours après l'avoir mis au monde. Il épouse en 1772 Albertine-Josèphe-Eulalie le Vaillant (1750-1789); et en 1791, Charlotte-Louise-Élisabeth Bidal d'Asfeldt.

## Carrière militaire
- Mousquetaire gris en 1764 (première compagnie des mousquetaires de la garde du roi)
- Colonel de cavalerie responsable du guidon des gendarmes de la garde du roi en 1771
- Capitaine en chef de la première compagnie des gentilshommes des provinces de Flandre, Artois et Picardie, qui fit partie de l'armée d'observation commandée par le duc de Bourbon dans le pays de Liège en 1792.
- Maréchal-de-camp en 1793,
- lieutenant-général des armées du roi en 1816.
- chambellan de Joseph II en 1776,

## Titres

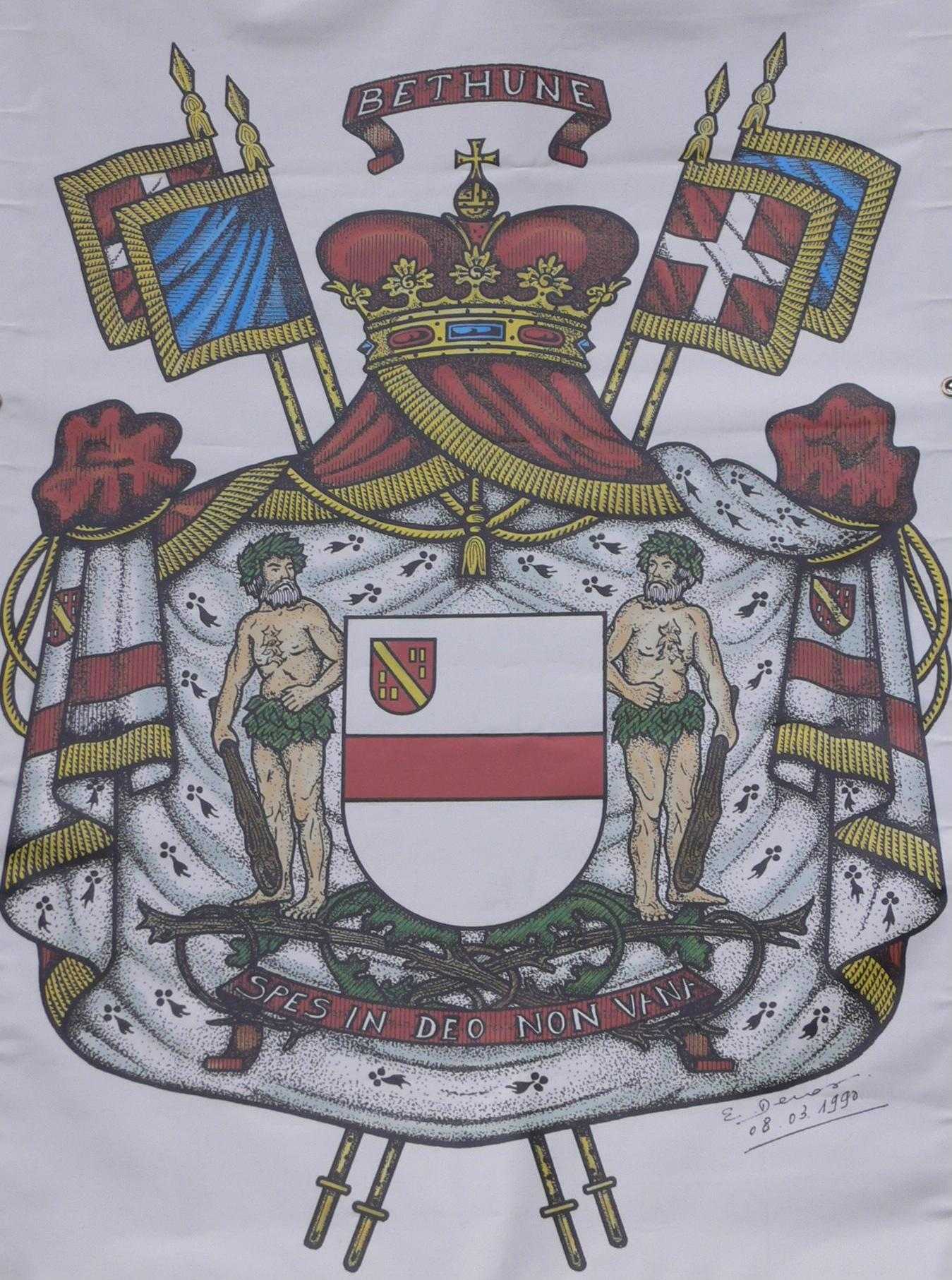
Armoiries de la famille de Béthune-Hesdigneul

- Admis en qualité de marquis dans l'État noble de Flandre en 1778.
- Prince héréditaire de Béthune-Hesdigneul le 7 avril 1781 par ordre de primogéniture par diplôme de Joseph II, reconnu en France le 18 octobre 1781 et confirmé le 24 mai 1818 par ordonnance de Louis XVIII sur promesse de constituer un majorat de 30 000 livres de rente.

## Décorations
- chevalier du Lion-Blanc palatin en 1780,
- chevalier des ordres de l’Aigle blanc et de Saint-Stanislas de Pologne en 1782;
- grand croix et inspecteur général de l'ordre chapitral de Limbourg, dans la langue d'Austrasie en 1784
- grand croix du Lion d'Holstein-Limbourg en 1816,
- chevalier de Saint-Louis en 1798
- décoré du Lys en 1814-